# Potok Wielki (gmina)
Pour les articles homonymes, voir Potok Wielki.
Potok Wielki est une gmina rurale (gmina wiejska) du powiat de Janów Lubelski, dans la Voïvodie de Lublin, dans l'est de la Pologne.
Son siège administratif (chef-lieu) est le village de Potok Wielki, qui se situe environ 17 kilomètres au nord-ouest de Janów Lubelski (siège du powiat) et 57 kilomètres au sud-ouest de la capitale régionale Lublin (capitale de la voïvodie).
La gmina couvre une superficie de 98,33 km2 pour une population de 4 954 habitants en 2006.

## Histoire
De 1975 à 1998, la gmina est attachée administrativement à la voïvodie de Tarnobrzeg.

Depuis 1999, elle fait partie de la voïvodie de Lublin.

## Géographie
La gmina inclut les villages et localités de :

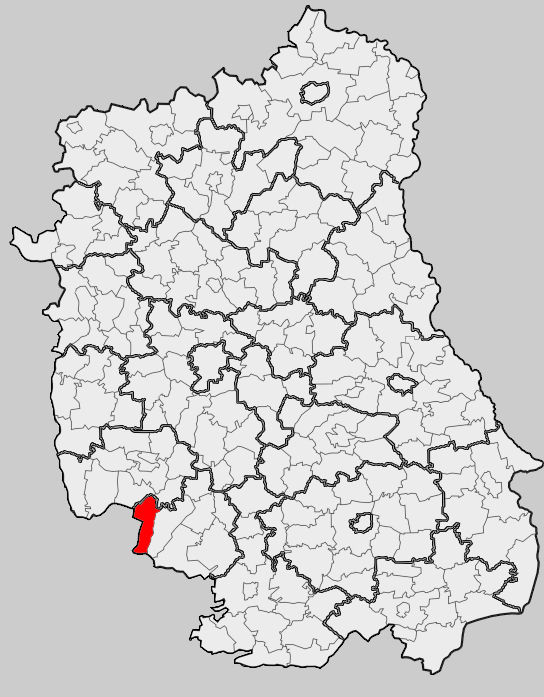
Position de la gmina dans la voïvodie

- Dąbrowica
- Dąbrówka
- Kolonia Potok Wielki
- Maliniec
- Osinki
- Osówek
- Popielarnia
- Potoczek
- Potok Wielki
- Potok Wielki Drugi
- Potok-Stany
- Potok-Stany Kolonia
- Radwanówka
- Stany Nowe
- Stawki
- Wola Potocka
- Zarajec Potocki

### Gminy voisines
La gmina de Potok Wielki est voisine des gminy suivantes :
- Modliborzyce
- Pysznica
- Szastarka
- Trzydnik Duży
- Zaklików

## Structure du terrain
D'après les données de 2002, la superficie de la commune de Potok Wielki est de 98,33 kilomètres carrés, répartis comme telle :
- terres agricoles : 59 %
- forêts : 27 %

La commune représente 11,23 % de la superficie du powiat.

## Démographie
Données du 30 juin 2004 :
| Description        | Total  | Total | Femmes | Femmes | Hommes | Hommes |
| ------------------ | ------ | ----- | ------ | ------ | ------ | ------ |
| Unité              | Nombre | %     | Nombre | %      | Nombre | %      |
| Population         | 5 004  | 100   | 2 497  | 49,9   | 2 507  | 50,1   |
| Densité (hab./km²) | 50,9   | 50,9  | 25,4   | 25,4   | 25,5   | 25,5   |

Données du 30 juin 2014 :
| Description | Total  | Total | Femmes | Femmes | Hommes | Hommes |
| ----------- | ------ | ----- | ------ | ------ | ------ | ------ |
| Unité       | Nombre | %     | Nombre | %      | Nombre | %      |
| Population  | 4 808  | 100   | 2 428  | 50,5   | 2 380  | 49,50  |
| Urbain      | 0      | 0     | 0      | 0      | 0      | 0      |
| Rural       | 4 808  | 100   | 2 428  | 50,5   | 2 380  | 49,50  |